# Правобережное (Ставропольский край)
Правобережное — упразднённое село в Степновском районе Ставропольского края. Располагалось в юго-восточной части края, в 20 км от посёлка Верхнестепного:26, в правобережье Большого Левобережного канала.

## История
Село образовано в 1912 году:44 как лютеранское поселение Эйгенгейм (нем. Eigenheim, буквально — «собственный дом»):384. Основатели — переселенцы из соседнего села Каново (ныне Курского района Ставропольского края):52. Входило в состав Моздокского отдела Терской области. Относилось к лютеранскому приходу города Пятигорска. В «Списке населённых мест Терской области (по данным к 1 июля 1914 года)» — посёлок Энгенгейм, с земельным наделом 1303 десятины, с 16 дворами и 189 жителями, из которых коренных — 148, «пришлых» — 41; коренное население — немцы, евангелическо-лютеранского вероисповедания:52.
По данным энциклопедического словаря «Немцы России» (2006), село являлось центром Эйгенгеймской волости, располагавшейся северо-западнее города Моздока и включавшей 5 немецких населённых пунктов: Гнаденфельд, Моргентау, Ней-Кана, Фриденфельд, Эйгенгейм.
7 августа 1915 года колония Эйгенгейм переименована в посёлок Покровский.
В «Списке населённых мест Северо-Кавказского края» на 1925 год — колония Эйгенгейм, в составе Соломенского сельсовета Степновского района Терского округа. Согласно тому же источнику, в колонии числилось 40 дворов с населением 306 человек (140 мужчин, 166 женщин), действовала начальная школа:364—365. По списку на 1926 год население колонии составляло 247 человек (118 мужчин, 129 женщин), из которых 246 — немцы:326.
Постановлением президиума Терского окружного исполнительного комитета от 28 сентября 1925 года образован Эйгенгеймский сельсовет с центром в колонии Эйгенгейм, начавший функционировать с 1 января 1926 года. На 1 января 1927 года сельсовет объединял 6 колоний: Гнаденфельд, Вейценфельд, Моргентау, Ново-Каново, Фриденфельд и Эйгенгейм:44. Численность населения — 1481 человек, дворов — 233. Преобладающая национальность — немцы:71.
В 1929—1932 гг. Эйгенгеймский сельсовет вместе со всеми населёнными пунктами входил в состав Прохладненского района Северо-Кавказского края, с 1932 года — в состав Моздокского района.
На топографической карте Генштаба Красной армии, составленной в 1942 году, в Эйгенгейме отмечен 71 двор; населённый пункт обозначен как посёлок сельского типа с населением от 100 до 500 человек и как центр сельсовета. С августа 1942 года село Эйгенгейм находилось в оккупации. Освобождено 6 января 1943 года. Во время Великой Отечественной войны немецкие жители села были депортированы на восток СССР (Казахстан, Урал) и мобилизованы в трудармии (часть депортированных была отправлена в крупнейший в Советском Союзе лагерь принудительного труда для трудмобилизованных российских немцев — Бакалстрой):8.
Впоследствии село было переименовано в Правобережное, подчинялось Андреевскому (с 1972 — Верхнестепновскому) сельсовету Советского района Ставропольского края:25. В 1972 году Правобережное вместе с остальными населёнными пунктами сельсовета передано из Советского района в Степновский:26.
На карте Генштаба издания 1985 года село отсутствует, на его месте отмечено урочище Правобережное.
Постановлением губернатора Ставропольского края от 6 октября 1997 года № 637 село Правобережное исключено из учётных данных в связи с переселением жителей в другие населённые пункты.